# Jack Tocco

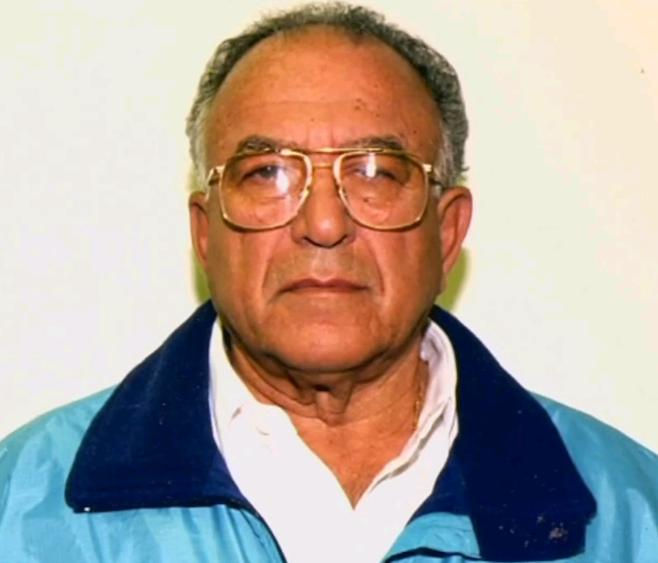
Giacomo „Black Jack“ William Tocco

Giacomo „Black Jack“ William Tocco (* um 1927; † 14. Juli 2014) war ein italienisch-amerikanischer Mobster der amerikanischen Cosa Nostra und mehr als drei Jahrzehnte lang das offizielle Oberhaupt der Zerilli-Familie (Detroit Crime Family), auch bekannt als Detroit Partnership oder Detroit Combination. Er ist der Sohn des ehemaligen Bosses aus den frühen 1930er Jahren, Vito William „Black Bill“ Tocco.

## Leben
Giacomo William Tocco wurde als Sohn von Vito William Tocco und Rosalia Zerilli geboren, welche bereits im Jahr 1910 aus Sizilien in die Vereinigten Staaten nach Detroit (Michigan) auswanderten. Er wuchs in Grosse Pointe Park (Wayne County) auf und machte im Jahr 1949 einen Abschluss im Finanzwesen auf der University of Detroit.
„Black Jack“ Tocco wurde im Laufe der Zeit für die Mafia in Detroit tätig und der Protegé von Familienoberhaupt Joseph Zerilli. Nach Zerillis Tod im Jahr 1977 stellte sich Giovanni „John“ Priziola an die Spitze der Organisation und ernannte „Black Jack“ Tocco zum amtierenden Boss. Der Sohn von Joseph Zerilli, Anthony Joseph Zerilli, wurde zum neuen Underboss ernannt.
Priziola verstarb 1979 im Alter von 84 Jahren und „Black Jack“ Tocco wurde sein offizieller Nachfolger. In den frühen 1980er Jahren ernannte Black Jack seinen Bruder Anthony Joseph Tocco, auch bekannt als „Tony T.“, zum neuen Consigliere der Familie. Aufgrund dieser Kombination, bzw. dem Tocco-Zerilli-Regime, sprach man später neben Detroit Partnership auch von Detroit Combination. 
Jack Tocco häufte im Laufe der Zeit ein beeindruckendes Immobilienportfolio an, das er gemeinsam mit seinem Bruder „Tony T.“ verwaltete.

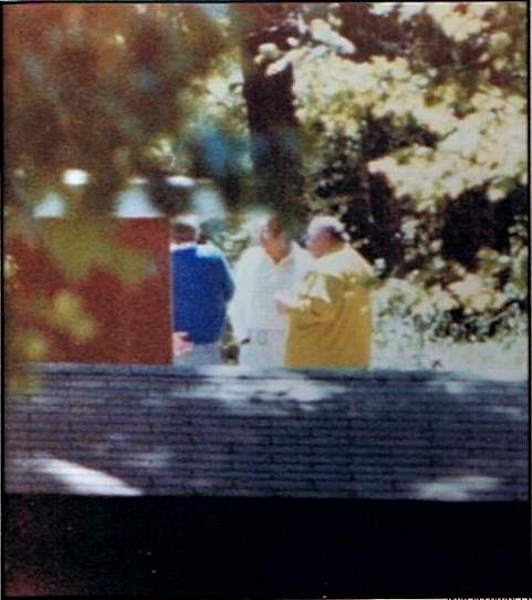
FBI-Überwachungsfoto von Jack Tocco (Mitte), Vito Giacalone (links) und Anthony Corrado aus dem Jahr 1979

Am 15. März 1996 wurde Jack Tocco zusammen mit 16 weiteren mutmaßlichen Mitgliedern oder Assoziierten der Familie verhaftet. Unter anderem beschuldigte die Regierung Jack Tocco, Anthony „Tony the Bull“ Corrado und Vito William „Billy Jack“ Giacalone durch Erpressung, illegale Gewinne aus dem Verkauf von zwei Hotels in Las Vegas erbeuteten zu haben; dem Frontier Hotel und dem Edgewater Hotel & Casino. Jack Tocco und Tony Corrado wurden unter dem Rico Act in zwei Fällen der Verschwörung für schuldig befunden. Am 23. Dezember 1998 wurde Tocco zu einem Jahr Haft im Federal Medical Center (Rochester) verurteilt. Seine Strafe wurde durch gutes Verhalten reduziert und er wurde im Jahr 1999 nach circa elf Monaten freigelassen. Am 5. Januar 2000 entschied das 6. Bundesberufungsgericht der Vereinigten Staaten, dass der Richter, der Tocco ursprünglich verurteilt hatte, zu nachsichtig gewesen sei. So wurde Tocco erneut zu 34 Monaten Haft, mit der Chance auf bis zu maximal ein Jahr vorzeitiger Entlassung, verurteilt. Am 21. November 2001 wurde Tocco aus dem Bundesgefängnis entlassen.
Black Jack Tocco ging zu Beginn der Jahrtausendwende in den Halb-Ruhestand und ernannte Jack Vito Giacalone, auch bekannt als „Jackie the Kid“ zum Street Boss. Giacomo William Tocco starb am 14. Juli 2014, im Alter von 87 Jahren, eines natürlichen Todes. Nach Toccos Ableben wurde Jack Giacalone das neue Oberhaupt der Familie. Als neuer Street-Boss wurde Peter Tocco alias „Petey Specs“ eingesetzt. Petey Specs ist ein Neffe von „Black Jack“ William Tocco.
Die Detroit Partnerschaft blieb bis heute weitgehendst stabil und wird noch immer als äußerst einflussreiche und kriminelle Organisation im Bundesstaat Michigan betrachtet. Die meisten ihrer Mitglieder sind durch Blut oder Heirat miteinander verwandt; was es Außenstehenden, einschließlich den Strafverfolgungsbehörden erschwert, Informationen über sie zu gewinnen.

## Familiäres
Jack Tocco war mehr als 60 Jahre verheiratet, hatte 8 Kinder und 17 Enkelkinder. Er selbst war eines von insgesamt sieben Geschwistern. Er war verschwägert mit Giuseppe „Joseph“ Profaci von der Colombo-Familie aus New York City und auch mit Nicolò „Nick“ Licata von der Dragna-Familie aus Los Angeles; Jacks Bruder Anthony Joseph „Tony T.“ Tocco heiratete im Jahr 1952 Profacis Tochter Carmella Profaci, Jacks Schwester Grace Tocco heiratete im Jahr 1953 Licatas Sohn Calogero „Carlo“ Licata. 
Jacks Cousin (Enkelsohn von Joseph Zerilli) Nove Tocco war der erste Made Man der Zerilli-Familie, der einwilligte, mit dem Staat zu kooperieren. Er hatte den Rang eines Soldaten. In den späten 1990er Jahren wurde er wegen mehrerer Straftaten verurteilt, so dass er im Jahr 2000 gegen Jack Tocco aussagte, um eine mildere Strafe zu erhalten. Derzeit befindet er sich im Zeugenschutzprogramm.